# 天主教伊斯法罕總教區
天主伊斯法罕總教區（拉丁語：Archidioecesis Hispahanensis Latinorum）是伊朗一個羅馬天主教總教區，是伊朗唯一一個拉丁禮天主教教區。
伊斯法罕教區成立於1629年10月12日，1910年7月1日升為總教區，1974年教座遷至德黑蘭。2006年總教區有六個堂區、五名司鐸，10,000位教友。現任教區總主教為伊納爵·貝迪尼。